# Sonho Causado pelo Voo de uma Abelha ao Redor de uma Romã um Segundo Antes de Acordar
Sonho Causado Pelo Voo de uma Abelha ao Redor de Uma Romã um Segundo Antes de Acordar é uma pintura surrealista do pintor espanhol Salvador Dali.

## Descrição
A pintura retrata uma mulher (a mulher de Dali, Gala), enquanto dorme numas rochas flutuando sobre o mar a apanhar sol durante um dia calmo. Um elefante com pernas incrivelmente longas e extremamente finas passa pelo horizonte do mar, transportando um topo de uma montanha. Perto da mulher flutuam duas gotas de água e uma pequena romã. A partir de uma romã maior vem um peixe que “cospe” um tigre de onde vem um outro tigre, enquanto na frente desse existe uma espingarda apontada à mulher. O segundo tigre demonstra várias diferenças do primeiro, diferentes garras, e sem bigodes.	Salvador Dali neste quadro tenta explorar o mundo dos sonhos, a espingarda podendo representar a picadela da abelha e o acordar da mulher bastante repentino, o elefante poderá ser a visão bastante retorcida de uma famosa escultura situada em Roma, a romã mais pequena poderá simbolizar Vénus especialmente pela sombra em forma de coração, o simbolismo da mulher poderá ser a da fertilidade/sensualidade que contrasta com as criaturas. Pode-se também interpretar esta pintura como uma ilustração a teoria da evolução.